# Lume Teatro
Lume Teatro é um Núcleo Interdisciplinar de Pesquisas Teatrais da Unicamp, sediado em Campinas, São Paulo, Brasil, conhecido por sua abordagem inovadora e experimental da atuação. Formado por sete atores-criadores, o Lume foi fundado em 1985 por Luís Otávio Burnier e Carlos Simioni, o Lume tem se dedicado ao aprofundamento da arte da atuação, explorando as dimensões físicas e energéticas do corpo do ator.

## História
O Lume nasceu na Universidade Estadual de Campinas (UNICAMP) como um centro de pesquisa em atuação, idealizado por Luís Otávio Burnier. Em 1993, tornou-se o Núcleo Interdisciplinar de Pesquisas Teatrais (Lume), consolidando sua posição como um dos principais centros de pesquisa em teatro do Brasil.

## Atrizes e Atores
- Ana Cristina Colla, atriz-pesquisadora
- Carlos Simioni, ator-pesquisador
- Jesser de Souza, ator-pesquisador
- Naomi Silman, atriz-pesquisadora
- Raquel Scotti Hirson, atriz-pesquisadora
- Renato Ferracini, ator-pesquisador
- Ricardo Puccetti, ator-pesquisador

## Filosofia
A filosofia do Lume se baseia na ideia de que o trabalho do ator é uma jornada interior, um processo de autodescoberta e transformação. O grupo busca explorar as energias potenciais do corpo e da mente, despertando memórias e emoções que podem ser expressas no palco.

## Técnicas
O Lume desenvolveu técnicas inovadoras de treinamento de atores, que incluem:
- Dança Pessoal: Uma abordagem individualizada do movimento, que busca explorar as características únicas de cada corpo.[3]
- Mímesis Corpórea: Uma técnica de expressão corporal que se baseia na observação e imitação de movimentos da natureza e do cotidiano.[4]
- Clown e o Sentido Cômico do Corpo: Uma investigação sobre o humor e a comicidade, explorando as possibilidades expressivas do corpo do palhaço.[5]

## Espetáculos
O Lume produziu diversos espetáculos aclamados pela crítica, que exploram diferentes linguagens e estilos teatrais. Alguns dos espetáculos mais conhecidos do grupo incluem:
- Kelbilim, o cão da divindade
- Valef Ormos
- Taucoauaa Panhé Mondo Pé
- Wolzen, um giro desordenado em torno de si mesmo

## Reconhecimento
O Lume é reconhecido internacionalmente por seu trabalho inovador e experimental. O grupo recebeu diversos prêmios e honrarias, incluindo o Prêmio Shell de Teatro e o Prêmio APCA de Teatro.

## Legado
O Lume é um dos grupos de teatro mais importantes do Brasil. Seu trabalho influenciou gerações de atores e diretores, e continua a inspirar novas pesquisas e experimentações no campo da atuação;

## A sede do Lume
O Lume Teatro encontrou sua sede em maio de 1994, numa casa alugada pela Unicamp na Vila Santa Isabel, em Barão Geraldo, Campinas. Esse espaço tornou-se essencial para a criação de novos espetáculos, workshops e processos de pesquisas, além de sediar intercâmbios culturais,  seminários de capacitação e receber artistas-pesquisadores
“...o LUME é uma identidade que se reconstrói e revigora a cada trabalho e a cada reflexão teórica e prática”, Luís Otávio Burnier